# Фариас, Рохелио
Рохе́лио Фари́ас Сальвадо́р (исп. Rogelio Farías Salvador; 13 августа 1949, Сантьяго) — чилийский футболист, полузащитник. Участник чемпионата мира 1974 года, на котором принял участие в двух матчах чилийской сборной.

## Карьера

### В сборной
В сборной Чили Фариас дебютировал 26 января 1972 года в товарищеском матче со сборной Мексики, завершившимся со счётом 0:2. В составе сборной Фариас принял участие в чемпионате мира 1974 года. Своё последнее выступление за сборную Фариас провёл в товарищеском матче со сборной Шотландии 15 июня 1977 года, тот матч завершился поражением чилийцев 2:4. Всего же за сборную Фариас сыграл 13 официальных матчей, в которых забил 1 гол.
| №  | Дата             | Соперник   | Счёт | Голы | Турнир                       |
| 1  | 26 января 1972   | Мексика    | 0:2  | -    | Товарищеский матч            |
| 2  | 9 февраля 1972   | Гаити      | 0:1  | -    | Товарищеский матч            |
| 3  | 31 мая 1972      | Аргентина  | 3:4  | -    | Кубок Карлоса Диттборна      |
| 4  | 18 июня 1972     | Португалия | 1:4  | -    | Кубок независимости Бразилии |
| 5  | 25 июня 1972     | Иран       | 2:1  | -    | Кубок независимости Бразилии |
| 6  | 18 июля 1973     | Аргентина  | 3:1  | -    | Кубок Карлоса Диттборна      |
| 7  | 24 июля 1973     | Боливия    | 3:0  | 1    | Кубок Леонсио Провосте       |
| 8  | 5 августа 1973   | Перу       | 2:1  | -    | Отборочный матч к ЧМ 1974    |
| 9  | 20 сентября 1973 | Мексика    | 2:1  | -    | Товарищеский матч            |
| 10 | 24 апреля 1974   | Гаити      | 1:0  | -    | Товарищеский матч            |
| 11 | 18 июня 1974     | ГДР        | 1:1  | -    | Чемпионат мира 1974          |
| 12 | 22 июня 1974     | Австралия  | 0:0  | -    | Чемпионат мира 1974          |
| 13 | 15 июня 1977     | Шотландия  | 2:4  | -    | Товарищеский матч            |

Итого: 13 матчей / 1 гол; 6 побед, 2 ничьих, 5 поражений.

## Достижения

### Командные
Сборная Чили
- Обладатель Кубка Карлоса Диттборна: 1973
- Обладатель Кубка Леонсио Провосте: 1973

 «Унион Эспаньола»
- Чемпион Чили (2): 1973, 1977
- Серебряный призёр чемпионата Чили (2): 1972, 1976
- Бронзовый призёр чемпионата Чили: 1971
- Финалист Кубка Чили: 1978